# Orville Freeman

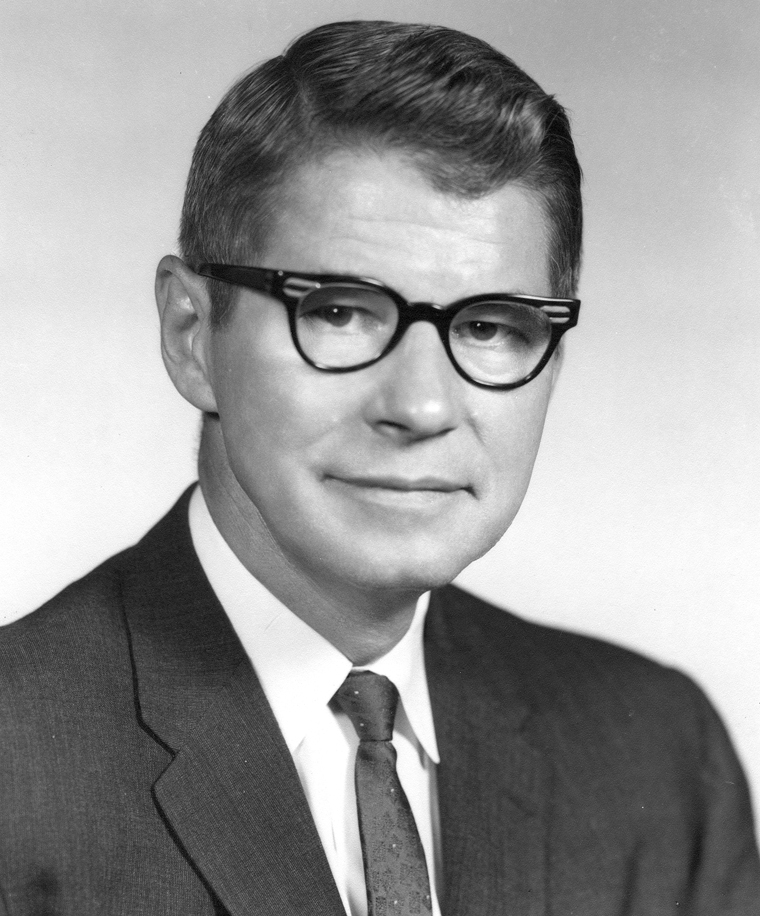
Orville Freeman

Orville Lothrop Freeman, född 9 maj 1918 i Minneapolis, Minnesota, USA, död där 20 februari 2003, var en amerikansk politiker.
Han var en framträdande politiker i Minnesota Democratic-Farmer-Labor Party och en av partiets grundare. Han utövade nämligen inflytande bakom samgången av Demokratiska partiet i Minnesota och Minnesota Farmer-Labor Party.
Han studerade vid University of Minnesota där han lärde känna en viktig politisk allierad, Hubert Humphrey. Han deltog i andra världskriget i United States Marine Corps och befordrades till major. Han var guvernör i Minnesota 1955-1961.
Han tjänstgjorde som USA:s jordbruksminister 1961-1969 under presidenterna John F. Kennedy och Lyndon B. Johnson.
Freeman var lutheran och han hade både norskt och svenskt påbrå. Han avled i Alzheimers sjukdom.